# Salmo 22
Salmo 22 é o vigésimo-segundo (ou vigésimo-primeiro na contagem da Septuaginta) salmo no Livro dos Salmos da Bíblia.

## Texto
O Salmo 38 foi escrito originalmente na língua hebraica, e está dividido em 31 versículos.

### Versão Almeida Corrigida Fiel
O texto a seguir está relatado conforme a versão Almeida Corrigida Fiel:
1. Deus meu, Deus meu, por que me desamparaste? Por que te alongas do meu auxílio e das palavras do meu bramido?
2. Deus meu, eu clamo de dia, e tu não me ouves; de noite, e não tenho sossego.
3. Porém tu és santo, tu que habitas entre os louvores de Israel.
4. Em ti confiaram nossos pais; confiaram, e tu os livraste.
5. A ti clamaram e escaparam; em ti confiaram, e não foram confundidos.
6. Mas eu sou verme, e não homem, opróbrio dos homens e desprezado do povo.
7. Todos os que me vêem zombam de mim, estendem os lábios e meneiam a cabeça, dizendo:
8. Confiou no Senhor, que o livre; livre-o, pois nele tem prazer.
9. Mas tu és o que me tiraste do ventre; fizeste-me confiar, estando aos seios de minha mãe.
10. Sobre ti fui lançado desde a madre; tu és o meu Deus desde o ventre de minha mãe.
11. Não te alongues de mim, pois a angústia está perto, e não há quem ajude.
12. Muitos touros me cercaram; fortes touros de Basã me rodearam.
13. Abriram contra mim suas bocas, como um leão que despedaça e que ruge.
14. Como água me derramei, e todos os meus ossos se desconjuntaram; o meu coração é como cera, derreteu-se no meio das minhas entranhas.
15. A minha força se secou como um caco, e a língua se me pega ao paladar; e me puseste no pó da morte.
16. Pois me rodearam cães; o ajuntamento de malfeitores me cercou, traspassaram-me as mãos e os pés.
17. Poderia contar todos os meus ossos; eles vêem e me contemplam.
18. Repartem entre si as minhas vestes, e lançam sortes sobre a minha roupa.
19. Mas tu, Senhor, não te alongues de mim. Força minha, apressa-te em socorrer-me.
20. Livra a minha alma da espada, e a minha predileta da força do cão.
21. Salva-me da boca do leão; sim, ouviste-me, das pontas dos bois selvagens.
22. Então declararei o teu nome aos meus irmãos; louvar-te-ei no meio da congregação.
23. Vós, que temeis ao Senhor, louvai-o; todos vós, semente de Jacó, glorificai-o; e temei-o todos vós, semente de Israel.
24. Porque não desprezou nem abominou a aflição do aflito, nem escondeu dele o seu rosto; antes, quando ele clamou, o ouviu.
25. O meu louvor será de ti na grande congregação; pagarei os meus votos perante os que o temem.
26. Os mansos comerão e se fartarão; louvarão ao Senhor os que o buscam; o vosso coração viverá eternamente.
27. Todos os limites da terra se lembrarão, e se converterão ao Senhor; e todas as famílias das nações adorarão perante a tua face.
28. Porque o reino é do Senhor, e ele domina entre as nações.
29. Todos os que na terra são gordos comerão e adorarão, e todos os que descem ao pó se prostrarão perante ele; e nenhum poderá reter viva a sua alma.
30. Uma semente o servirá; será declarada ao Senhor a cada geração.
31. Chegarão e anunciarão a sua justiça ao povo que nascer, porquanto ele o fez.

## Utilização

### Cristianismo
O Evangelho de Marcos faz diversas alusões ao salmo 22 durante a crucificação de Jesus.
- «Eloí, Eloí, lamá sabactâni? que quer dizer, Deus meu, Deus meu, por que me desamparaste?» (Marcos 15:34) é idêntico a Salmos 22:1.
- «Os que iam passando, blasfemavam dele, meneando as cabeças e dizendo:» (Marcos 15:29) é bastante similar a «Todos os que me vêem, zombam de mim; Arreganham os beiços, meneiam a cabeça, dizendo:» (Salmos 22:7).
- «Crucificaram-no e repartiram entre si as vestes dele, deitando sortes sobre elas, para ver o que cada um havia de levar.» (Marcos 15:24) é bastante similar a «Repartem entre si os meus vestidos, E deitam sortes sobre a minha vestidura.» (Salmos 22:18).

Na missa tridentina, o salmo 22 era cantado antes da "Limpeza do Altar" na Quinta-Feira Santa, simbolizando a retirada das roupas de Cristo antes da crucificação. O canto gregoriano se inicia com o verso "Deus, Deus meus", que é como o canto é geralmente intitulado nas coleções de cantos.